# Freilassing

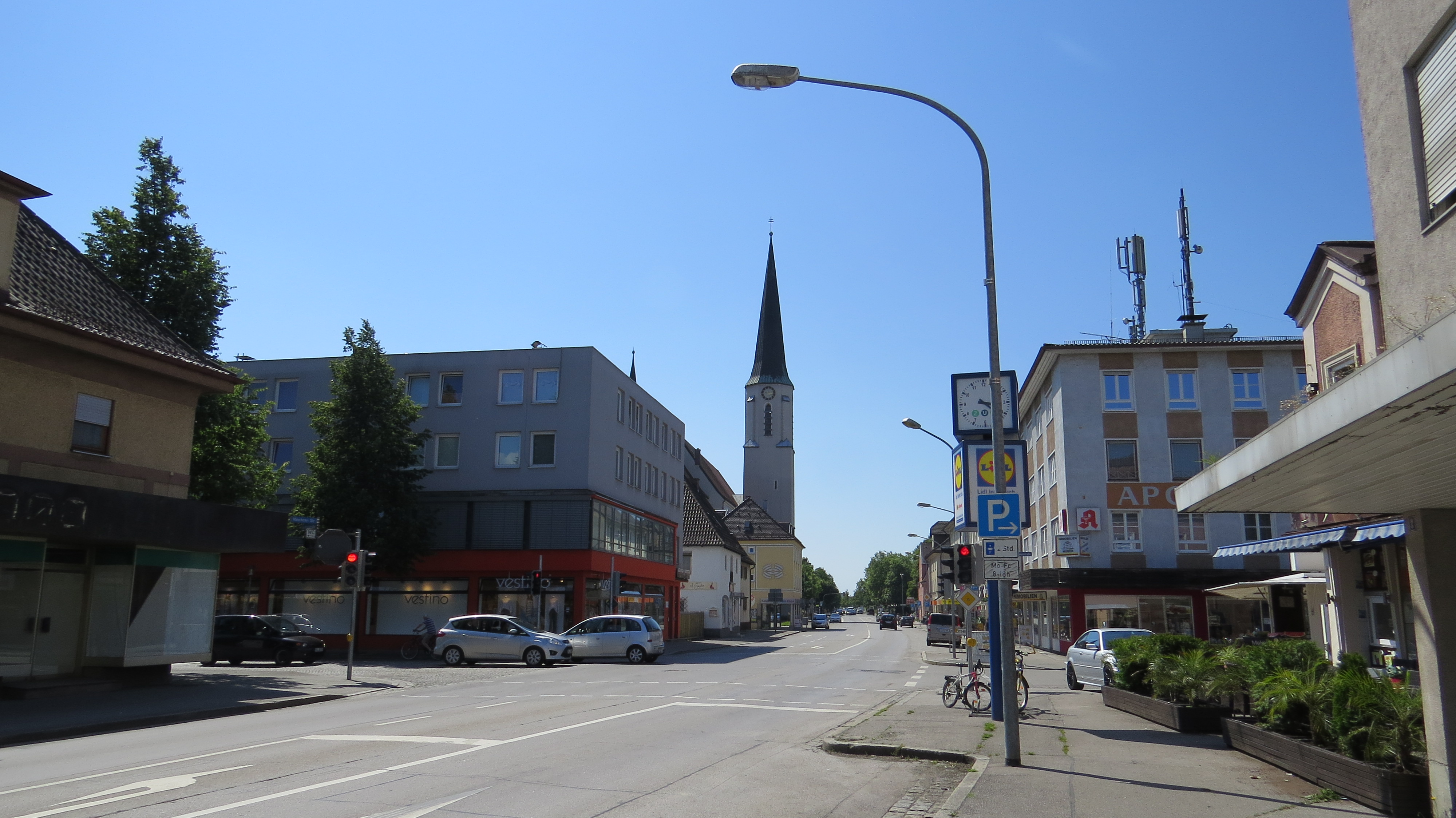
Münchener Str. in Freilassing

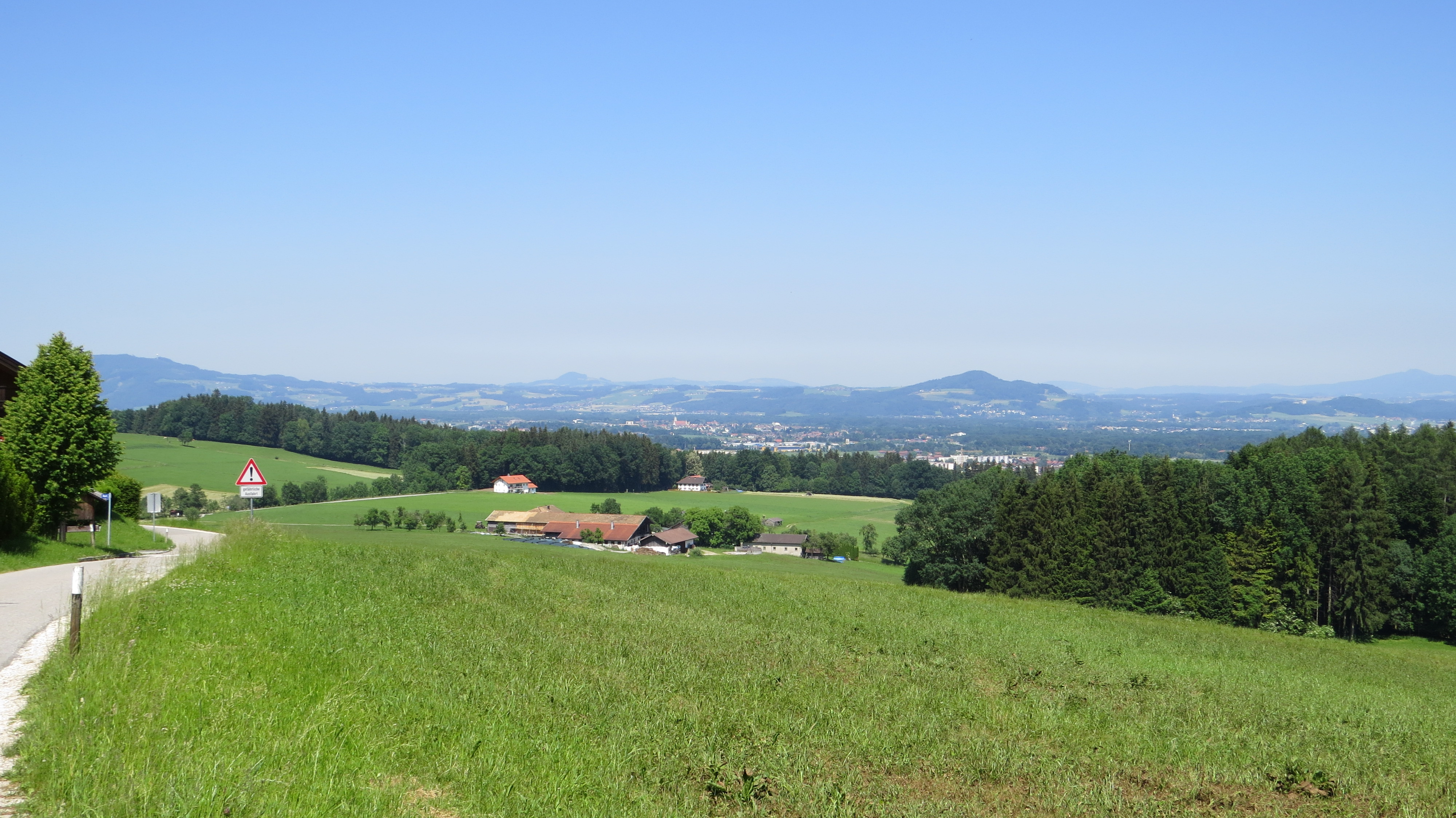
Blick vom östlichen Högl auf Freilassing

Freilassing [fra͜iˈlasɪŋ], bis 1923 Salzburghofen, ist eine Stadt im oberbayerischen Landkreis Berchtesgadener Land. Früher größte Stadt des damaligen Landkreises Laufen, bildet sie heute zusammen mit Bad Reichenhall das gemeinsame Oberzentrum Bad Reichenhall/Freilassing. Der Ort entwickelte sich nach Eröffnung der Bahnstrecke Rosenheim–Salzburg mit seinem großen Grenz- und Knotenbahnhof zur Eisenbahnerstadt und ist heute die wirtschaftsstärkste Kommune des Landkreises mit enger Verflechtung zur benachbarten österreichischen Landeshauptstadt Salzburg. Freilassing gehört zum Kulturraum Rupertiwinkel und liegt im Salzburger Becken.

## Geographie

### Geographische Lage
Freilassing liegt circa sieben Kilometer vom Stadtzentrum Salzburgs entfernt. Nächstgelegene Oberzentren in Bayern sind Traunstein (ca. 29 km) und Rosenheim (ca. 83 km). Die Landeshauptstadt München liegt circa 139 Kilometer entfernt. Von Freilassing aus erreicht man Bad Reichenhall und Berchtesgaden nach 17 bzw. 32 Kilometern.

### Klima
| Der Jahresniederschlag beträgt 1306 mm und liegt damit im oberen Drittel der von den Messstellen des Deutschen Wetterdienstes erfassten Werte. Über 95 % zeigen niedrigere Werte an. Der trockenste Monat ist der Februar; am meisten regnet es im Juli. Im niederschlagreichsten Monat fällt ca. 2,4-mal mehr Regen als im trockensten Monat. Die jahreszeitlichen Niederschlagschwankungen liegen im oberen Zehntel. In über 97 % aller Orte schwankt der monatliche Niederschlag weniger. |

### Nachbargemeinden
| Saaldorf-Surheim |                                             | Bergheim (Land Salzburg, Österreich) |
|                  | Kompassrose, die auf Nachbargemeinden zeigt |                                      |
| Ainring          | Wals-Siezenheim (Land Salzburg, Österreich) | Stadt Salzburg, Österreich           |

### Gemeindegliederung
Die Stadtgemeinde Freilassing hat 18 Gemeindeteile (in Klammern ist der Siedlungstyp angegeben):
- Aumühle (Einöde)
- Brodhausen (Weiler)
- Eham (Weiler)
- Freilassing (Hauptort)
- Hagen (Weiler)
- Hofham (Dorf)
- Hub (Einöde)
- Klebing (Weiler)
- Lohen (Weiler)
- Obereichet (Weiler)
- Oedhof (Einöde)
- Saalbrück (Dorf)
- Sailen (Dorf)
- Salzburghofen (Kirchdorf)
- Schaiding (Weiler)
- Stetten (Weiler)
- Untereichet (Dorf)
- Wassermauth (Einöde)

## Geschichte
Im 6. Jahrhundert nahmen Bajuwaren das Land an Saalach und Salzach in ihren Besitz. In Salzburghofen entstand bald ein herzoglicher Hof der Agilolfinger, der in enger Verbindung mit dem Bischofssitz bzw. der herzoglichen Pfalz der Stadt Salzburg stand und der zu Beginn des 10. Jahrhunderts als Schenkung an die Salzburger Kirche kam. Der Name von Freilassing wird erstmals in einer Notiz erwähnt, die in der Zeit zwischen 1125 und 1147 entstanden ist. Bezüglich der Entstehung des Namens bestehen zwei Thesen. Wahrscheinlich stammt der Name Freilassing von „freier (nicht abgabepflichtiger) Weide“. Nach einer anderen These steht der Name im Zusammenhang mit der Freilassung einer hörigen oder leibeigenen Person. Die Gemeinde trug bis 1923 den Namen des jetzigen Ortsteils Salzburghofen. Sie gehörte seit dem frühen Mittelalter zum Land Salzburg, das samt dem Salzburggau und den Gebirgsgauen seinerseits zum Herzogtum Bayern gehörte. Durch den Aufstieg Salzburgs zum eigenständigen Erzstift in der Zeit nach 1328 löste sich auch Salzburghofen bzw. Freilassing von Bayern. 1810 kam das heutige Freilassing zusammen mit Salzburg zum Königreich Bayern und blieb wie der übrige Rupertiwinkel auch 1816 bayerisch, als der Großteil des Landes Salzburg durch den Vertrag von München zu Österreich kam.
Einen Aufschwung erlebte die Gemeinde mit dem Bau der Eisenbahn und ihrer Lage als Grenz- und später auch Knotenbahnhof. Dadurch erlangte der Ortsteil Freilassing immer größere Bedeutung, was sich in der Namensänderung ausdrückte: aus Salzburghofen wurde 1923 Freilassing. Am 25. April 1945 wurde Freilassing durch einen Bombenangriff schwer getroffen. Bedeutenden Zuwachs verzeichnete Freilassing nach dem Zweiten Weltkrieg durch Vertriebene und Flüchtlinge. 1954 wurde Freilassing zur Stadt erhoben.
Im Juni 2013 wurde es von einem großen Hochwasser heimgesucht; die Pegel-Marke der Saalach lag zum Teil erheblich höher als im Jahrhundertschnitt, besonders der Ortsteil Freimann war von der Hochwasserkatastrophe betroffen.
Von September 2015 bis 2019 betrieb das BAMF in Freilassing eine Außenstelle zur Registrierung von Asylsuchenden. Über Freilassing reisten an Spitzentagen bis zu 2000 Flüchtlinge über die Republik Österreich in die Bundesrepublik Deutschland ein.

## Einwohnerentwicklung
Zwischen 1988 und 2018 wuchs die Stadt von 13.569 auf 16.939 um 3370 Einwohner bzw. um 24,8 %. Die Einwohnerzahl betrug im Juni 2025 18.274. 

## Religion
Von den Ende 2011 in einem Zensus erfassten 15.799 Einwohnern waren 8346 als römisch-katholisch (ein Rückgang von 16,4 % zu 1987) und 2383 als evangelisch-lutherisch (einschließlich Freikirchen, ein Zuwachs von 6,7 % zu 1987) gemeldet; somit gehören knapp 68 Prozent der Einwohner Freilassings einer christlichen Religionsgemeinschaft an. Die Religionszugehörigkeit der restlichen 5050 Einwohner wurde in der Landesstatistik nicht aufgeschlüsselt. Bislang wird in den Statistiken der Volkszählungen neben „römisch-katholisch“ und „evangelisch-lutherisch“ lediglich noch die Zahl der „Ausländer“ angegeben – hier mit 3204 (ein Zuwachs um 98,5 % zu 1987).
Die beiden römisch-katholischen Pfarreien St. Rupert und St. Korbinian bilden den Pfarrverband Freilassing und gehören zum Dekanat Teisendorf des Erzbistums München und Freising, dessen Fusion mit dem Dekanat Berchtesgaden zum Dekant Berchtesgadener Land geplant ist.
Die evangelisch-lutherische Kirchengemeinde Freilassing ist in der Diaspora und Teil des Dekanats Traunstein in der Evangelisch-Lutherischen Kirche in Bayern. Ihr Kirchengemeindegebiet umfasst neben der Stadt auch Ainring, mit einem eigenen Gemeindezentrum in Mitterfelden sowie Saaldorf-Surheim und Teisendorf.

## Politik

### Stadtrat
Der Stadtrat besteht aus 24 gewählten und ehrenamtlichen Stadträten sowie dem ersten Bürgermeister der Stadt. Die Kommunalwahl am 15. März 2020 lieferte folgendes Ergebnis:
| Parteien und Wählergemeinschaften | Stimmenanteil 2020 | Sitze 2020 | Sitze 2014 | Sitze 2008 |
| --------------------------------- | ------------------ | ---------- | ---------- | ---------- |
| CSU                               | 29,2 %             | 7          | 9          | 10         |
| FWG / Heimatliste                 | 25,5 %             | 6          | 5          | 6          |
| Grüne / Bürgerliste               | 20,2 %             | 5          | 3          | 4          |
| pro Freilassing                   | 14,0 %             | 3          | 3          | –          |
| SPD                               | 9,0 %              | 2          | 4          | 4          |
| AfD                               | 2,2 %              | 1          | –          | –          |
| Gesamt                            | 100 %              | 24         | 24         | 24         |
| Wahlbeteiligung                   | 44,5 %             | 44,5 %     |            | 0          |

### Bürgermeister
Berufsmäßiger erster Bürgermeister ist Markus Hiebl. Er ist seit dem 1. Mai 2020 im Amt. Bei drei Mitbewerbern wurde er am 15. März 2020 im ersten Wahlgang mit 57,1 Prozent der Stimmen als Bürgermeisterkandidat des Wahlvorschlags „Unabhängig für Freilassing“ gewählt. Sein Vorgänger im Amt, Josef Flatscher (1999–2020), kandidierte nicht mehr.

### Wappen
| Wappen von Freilassing | Blasonierung: „In Rot auf grünem Boden ein weißes Pferd, das über ein goldenes Salzfass springt.“ |
| Wappen von Freilassing | Wappenbegründung: Das springende „freigelassene“ Pferd wird als volkstümliches Sinnbild für Freiheit gesehen und der Ortsname Freilassing von „freier (nicht abgabepflichtiger) Weide“ hergeleitet. Das goldene Salzfass weist auf den früheren Gemeindenamen Salzburghofen (bis 1923) hin sowie auf die für die Gemeinde große wirtschaftliche Bedeutung des Salzhandels nahe der alten Salzstraße und der Salzschifffahrt auf der Salzach. Darüber hinaus ist das auch „Scheibe“ genannte Salzfässchen Attribut des heiligen Rupert, was wiederum auf die frühere Zugehörigkeit des Rupertiwinkels zum Erzstift Salzburg verweist. Das Wappen wurde 1936 durch den Reichsstatthalter in Bayern verliehen. |

## Kultur und Sehenswürdigkeiten

### Baudenkmäler
Die römisch-katholische Pfarrkirche St. Rupert wurde 1926 Rupert von Salzburg geweiht und gehört zu den größten Kirchen im Landkreis Berchtesgadener Land. Weitere Filialkirchen der Gemeinde sind die Alte Pfarrkirche Mariä Himmelfahrt (ab 7. oder 8. bzw. 17. Jahrhundert erbaut) sowie die erstmals 1477 erwähnte Kirche St. Peter bzw. Peterskirche im Dorf Salzburghofen.
Nachdem für Freilassing-Süd bereits seit 1961 neben St. Rupert die Gründung einer zweiten Kirchengemeinde konkrete Formen angenommen hatte, wurde nach etwa zweijähriger Bauzeit am 23. Juli 1972 ein neues Pfarrzentrum eingeweiht und mit der Pfarrkirche St. Korbinian am 1. Januar 1976 zur Pfarrei erhoben.

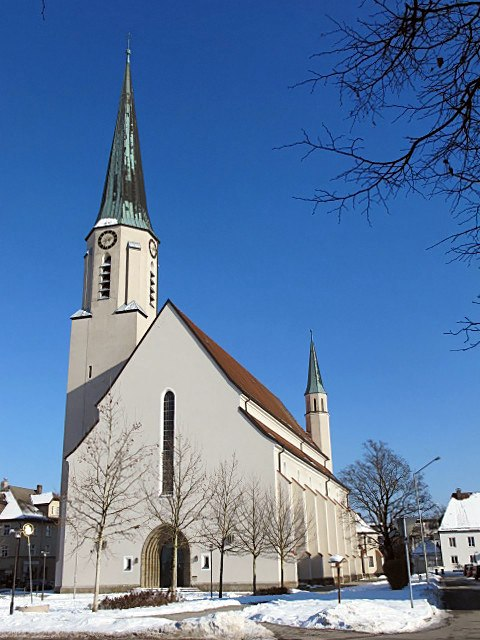
Pfarrkirche St. Rupert
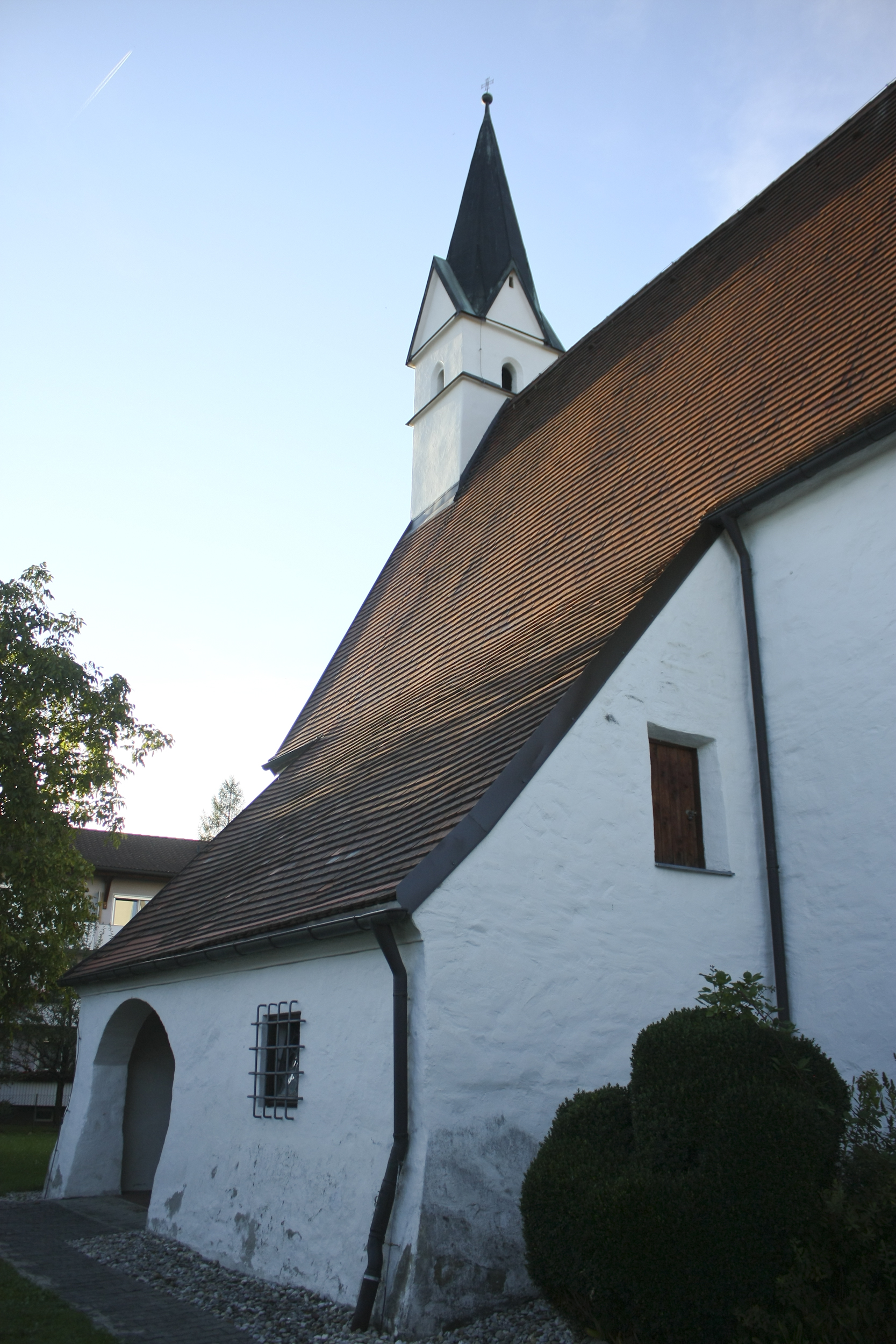
Peterskirche
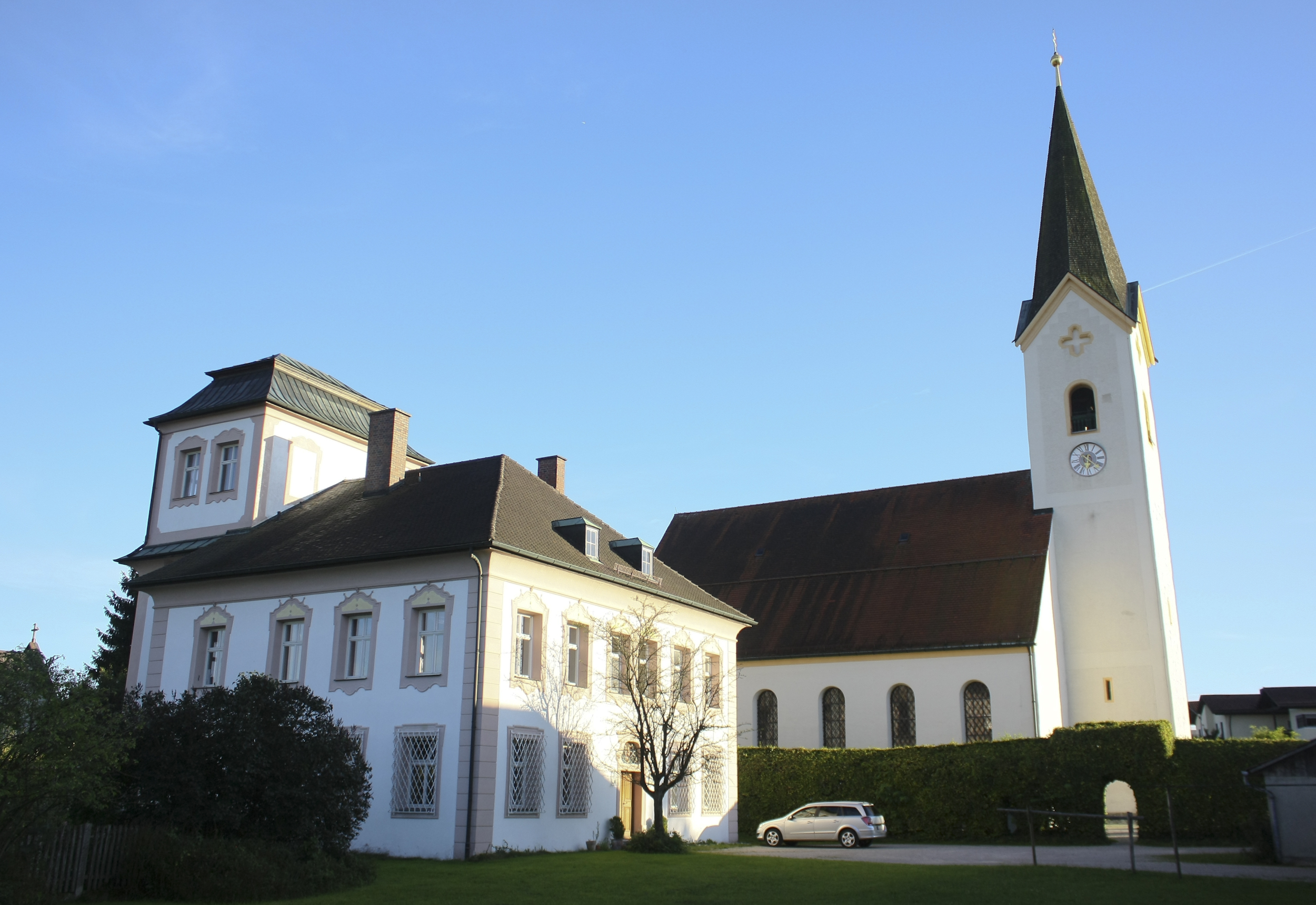
Alte Pfarrkirche Mariä Himmelfahrt

### Museen
Am 2. September 2006 eröffnete das Eisenbahnmuseum Lokwelt Freilassing als Außenstelle des Deutschen Museums im ehemaligen Rundlokschuppen, der hierfür renoviert wurde.
Das Stadtmuseum im alten Feuerwehrhaus in der Lindenstraße enthält auch eine Galerie für wechselnde Ausstellungen.

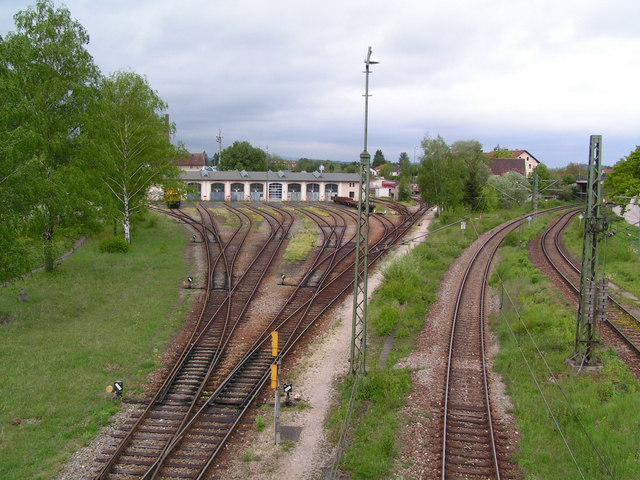
Lokwelt Freilassing
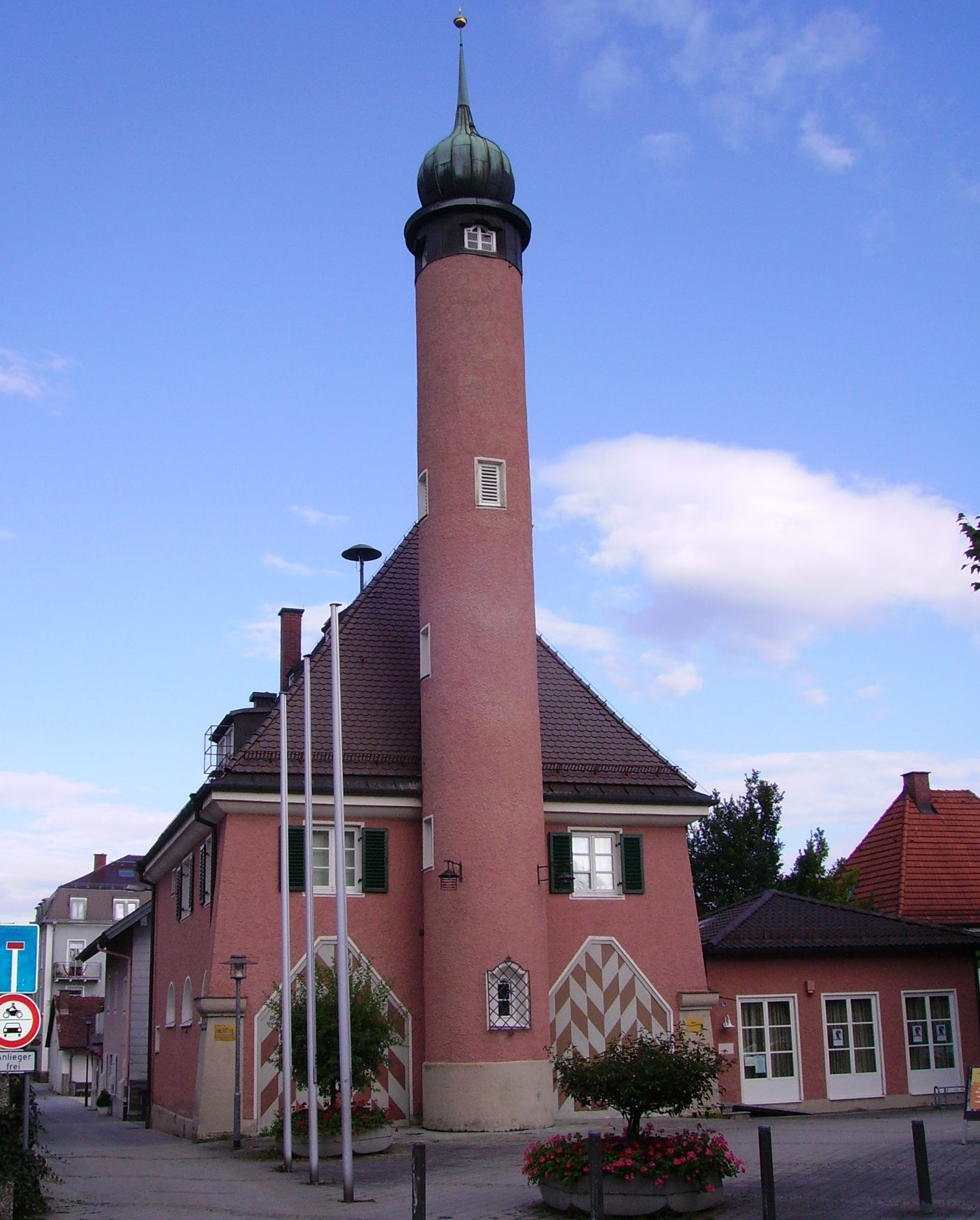
Stadtmuseum Freilassing

## Wirtschaft und Infrastruktur

### Wirtschaftszweige
1998 wurde Freilassing vom Bayerischen Staatsministerium für Wirtschaft, Verkehr und Technologie als wirtschaftsfreundliche Gemeinde ausgezeichnet. Als ideale Standortfaktoren angesehen werden „eine ausgezeichnete Infrastruktur, optimale Verkehrsanbindungen - Autobahn, Schiene, Flughafen - und eine günstige geografische Lage“. So ergeben sich Synergieeffekte mit dem unmittelbar angrenzenden Wirtschaftsraum Salzburg, und die Stadt ist ein „idealer Ausgangspunkt nach Südost-Europa“. Zudem wird der Region u. a. mit den nahen hochalpinen Berchtesgadener Alpen ein „hoher Freizeitwert“ zugesprochen.
Das Wirtschaftsforum Freilassing (WIFO), in dem die Stadt, der Handel, die Industrie, das Handwerk, die Freien Berufe, die Dienstleister, die Hotellerie und Gastronomie vertreten sind, hat das Ziel, den Wirtschaftsstandort weiterzuentwickeln.
Zu den mittelständischen Industriebetrieben in der Stadt zählen unter anderem die Firmen Robel (Bahnbaumaschinen), Kiefel GmbH (Maschinenbau), FRIMO Freilassing GmbH (Maschinenbau), Heinze (Sanitärgroßhandel), Schnitzer Motorsport, Hawle (Armaturen), Wiberg (Gewürze) sowie die Max Aicher GmbH (Bau).
Insgesamt verfügt die Stadt über 330.000 m² Gewerbe- und Industrieflächen, 53.000 m² Verkaufsfläche, 1900 Gewerbebetriebe (davon 201 Ladengeschäfte, 205 Handwerksbetriebe, 80 Gastronomiebetriebe, 49 Industriebetriebe).
Am 30. Juni 2013 gab es in der Stadt 7353 sozialversicherungspflichtige Arbeitsplätze; von der Wohnbevölkerung waren 4763 Personen sozialversicherungspflichtig beschäftigt, d. h., es gab 2590 Personen, die als „Einpendler“ in der Stadt tätig waren.

### Verkehr

#### Eisenbahn- und Busverkehr
Der Bahnhof Freilassing ist der bayerische Bahnknotenpunkt unmittelbar an der Landesgrenze vor Salzburg. Nach Süden zweigt die Bahnstrecke Freilassing–Bad Reichenhall ab. Im Stadtteil Hofham befindet sich an dieser ein zusätzlicher Haltepunkt. Aus Richtung Norden kommt die Bahnstrecke Mühldorf–Freilassing, sie ist weitgehend eingleisig und nicht elektrifiziert, soll aber wegen der vorteilhafteren Trassierung im Zuge der Magistrale für Europa Paris – München – Bratislava/Budapest ausgebaut werden.
Der traditionelle Ruf von Freilassing als Eisenbahner- und Grenzstadt ist im Wandel. Die Deutsche Bahn hat im Zuge ihrer Rationalisierungen den Standort Bahnhof Freilassing verkleinert (z. B. Schließung des Bahnbetriebswerks 1994, Nachfolgenutzung als Bahnmuseum Lokwelt) und mit dem Beitritt Österreichs zur Europäischen Union erhielt Freilassing eine neue Bedeutung.
Der Abschnitt zwischen Salzburg Hauptbahnhof und Freilassing ist das Herzstück der S-Bahn Salzburg: Die Bahnstrecke zwischen Hauptbahnhof und Saalachbrücke/Freilassing wurde ausgebaut und ist seit Ende 2017 durchgängig dreigleisig in Betrieb. Dafür war auch der Neubau der Saalachbrücke nötig. Im Salzburger Stadtgebiet wurden schon 2009 die Stationen Mülln-Altstadt, Aiglhof und Taxham Europark errichtet. Die Inbetriebnahme der Station Liefering erfolgte im Dezember 2013. Seit der Fertigstellung des fehlenden dreigleisigen Abschnittes zwischen Saalachbrücke und Freilassing mit Fahrplanwechsel Dezember 2017 wird auch die S2 bis Freilassing durchgebunden. Seit Dezember 2009 verkehrt die S-Bahnlinie S3 im 30-Minuten-Takt zwischen Golling-Abtenau und Freilassing. Damit wird Freilassing nicht nur an den Hauptbahnhof Salzburg, sondern durch die zahlreichen innerstädtischen Haltestellen auch an weitere wichtige Ziele in Salzburg angeschlossen. Jede zweite S3 verkehrt außerdem über Freilassing hinaus bis Bad Reichenhall. Zum Einsatz kommen auf dieser Linie hauptsächlich Talent-Nahverkehrszüge.
Vom 13. Dezember 2009 bis 11. Dezember 2021 betrieb auf der Strecke Freilassing – Berchtesgaden die neu gegründete private Gesellschaft BLB Berchtesgadener Land Bahn die Linie S4 im Stundentakt. Durch Überlagerung mit der S3 ergibt sich zwischen Freilassing und Bad Reichenhall ein angenäherter 30-Minuten-Takt. Die BLB fuhr auf ihrer Linie mit 5 Zügen des Typs FLIRT. Die Züge und die Strecke wurden ab 12. Dezember 2021 von der Bayerischen Regiobahn übernommen.
Neben dem örtlichen Nahverkehr ist Freilassing mit der Linie 24 auch unmittelbar ans öffentliche Busnetz der Stadt Salzburg angeschlossen. Diese Linie fährt bis in die Salzburger Altstadt (Salzburger Verkehrsverbund).

#### Flughafen (Salzburg)
Die Stadt liegt in der Haupteinflugschneise des Flughafens Salzburg und ist daher in besonderem Maße vom Fluglärm betroffen, sie profitiert aber auch von der Nähe zum Flughafen. 1996 kam es zu einem Flugzeugabsturz nahe Freilassing, bei dem alle zehn Insassen ums Leben kamen.

#### Straße
Dicht am Ort vorbei führen die Bundesstraßen 20 und 304. Durch den Ort führt die Staatsstraße 2104, die in Waging am See endet. In ca. zehn Kilometern Entfernung liegt die Anschlussstelle Bad Reichenhall zur deutschen Bundesautobahn 8 (Luxemburg–Karlsruhe–Salzburg).
Die österreichische Westautobahn (A1) ist ungefähr fünf Kilometer entfernt (Anschlussstelle „Salzburg-Mitte/Freilassing“). Die B 155 verbindet das Zentrum von Freilassing auch direkt mit dem Stadtgebiet von Salzburg. Man braucht hierfür keine österreichische Autobahnvignette, weshalb die Straße v. a. bei deutschen Touristen, die nach Salzburg möchten, sehr beliebt ist.

### Öffentliche Einrichtungen
In Freilassing hat das für den Landkreis Berchtesgadener Land zuständige Vermessungsamt Freilassing sowie die Wirtschaftsförderungsgesellschaft des Landkreises ihren Sitz, darüber hinaus ist sie Sitz der Euregio Salzburg – Berchtesgadener Land – Traunstein.
Das Oberzentrum Freilassing verfügt über ein Kreiskrankenhaus, das Teil des von den Landkreisen Berchtesgadener Land und Traunstein als gemeinnützige Aktiengesellschaft getragenen Klinikverbundes Kliniken Südostbayern ist.
Für die öffentliche Sicherheit sorgen je eine Polizeiinspektion der Landespolizei und der Bundespolizei.

### Bildung
In Freilassing gibt es sieben Schulen: Eine Grundschule, eine Mittelschule mit M-Zug, eine staatliche Realschule (für beide Geschlechter), eine Realschule ausschließlich für Mädchen sowie eine Fachoberschule (beide in kirchlicher Trägerschaft), eine private Montessori Schule und eine Berufsschule.